# Pembroke (Georgia)
Pembroke – miasto w Stanach Zjednoczonych, we wschodniej części stanu Georgia, przy drodze krajowej 280, w odległości około 50 km od miasta Savannah i wybrzeża Atlantyckiego. Pembroke jest siedzibą władz Hrabstwa Bryan.

## Demografia
W 2010 roku liczyło 2379 mieszkańców, a liczba ludności zwiększa się – od 2000 roku (2143 osoby) o ponad 11%. W roku 2023 liczba mieszkańców wzrosła do 2839 osób, a gęstość zaludnienia przekroczyła 144 osoby/km². Liczba ludności zwiększyła się od 2000 roku (2143 osoby) niemal o ⅓ – wzrost o 32,5 %.

## Nazwa
Nazwa miasta pochodzi od imienia Pembroke W. Williamsa, zasłużonego mieszkańca miasta w latach 90. XIX wieku.